# Maurice Evans (attore)
Maurice Evans (Dorchester, 3 giugno 1901 – Rottingdean, 12 marzo 1989) è stato un attore britannico.

## Biografia
Evans nacque a Dorchester (Dorset, Inghilterra), da Laura Turner e Alfred Herbert Evans, un chimico con la passione della recitazione, che si produceva in spettacoli amatoriali per le compagnie teatrali locali. Il giovane Maurice partecipò agli adattamenti che il padre trasse da opere di Thomas Hardy, e fece le sue prime esperienze professionali intorno alla seconda metà degli anni venti, recitando con diverse compagnie teatrali, finché entrò nella compagnia dell'Old Vic, con la quale nel 1934 incominciò la sua carriera di attore shakespeariano, interpretando l'Amleto, il Riccardo II e il ruolo di Iago nell'Otello. Diverrà famoso sui palcoscenici inglesi proprio per la sua predisposizione ai ruoli dannati creati da Shakespeare.
Il suo approdo alla televisione coincise con una delle sue partecipazioni rimaste più celebri, ovvero quella di Maurice, il padre della protagonista Samantha, nella sitcom Vita da strega. La sua popolarità crebbe tanto da portarlo a interpretare The Puzzler nella serie televisiva Batman (1966), e il Generale Bertram in quella di Tarzan (1967-1968). Fra il 1964 e il 1969 prese parte al The Red Skelton Show e nel 1961 vinse il Premio Emmy come migliore attore protagonista per la serie antologica Hallmark Hall of Fame.
Fra le sue apparizioni cinematografiche, da ricordare quella dell'antagonista in Kind Lady (1951), mai distribuita in Italia, al fianco di Ethel Barrymore e Angela Lansbury, dell'amico di Mia Farrow in Rosemary's Baby - Nastro rosso a New York (1968), che tenta invano di avvertire la protagonista della natura diabolica dei vicini di casa Minnie e Roman, e soprattutto del perfido e tirannico Dr. Zaius, orangutan antropomorfo nel classico Il pianeta delle scimmie (1968), di Franklin J. Schaffner, dove è contrapposto all'eroe Charlton Heston. Evans riprese il ruolo anche nel sequel, L'altra faccia del pianeta delle scimmie (1970). Nel 1983 apparve nel film televisivo Miss Marple nei Caraibi.

## Vita privata
Dalla fine degli anni sessanta, Evans risiedette stabilmente in Inghilterra, conducendo una tranquilla esistenza nella campagna del Sussex, vicino a Brighton.
Non si sposò mai e aveva un fratello, Hugh.
Morì il 12 marzo 1989, all'età di 87 anni, per un cancro, mentre altre fonti sostengono che l'attore si spense per complicazioni cardiache dovute ad un'infezione bronchiale.

## Filmografia parziale

### Cinema
- White Cargo, regia di J.B. Williams (1929)
- Should a Doctor Tell?, regia di H. Manning Haynes (1930)
- Sposatevi ragazzi (Wedding Rehearsal), regia di Alexander Korda (1932)
- Scrooge, regia di Henry Edwards (1935)
- Kind Lady, regia di John Sturges (1951)
- Androclo e il leone (Androcles and the Lion), regia di Chester Erskine e Nicholas Ray (1952)
- The Story of Gilbert and Sullivan, regia di Sidney Gilliat (1953)
- Il principe guerriero (The War Lord), regia di Franklin J. Schaffner (1965)
- La spia che non fece ritorno (One of Our Spies Is Missing), regia di E. Darrell Hallenbeck (1966)
- La gang dei diamanti (Jack of Diamonds), regia di Don Taylor (1967)
- Il pianeta delle scimmie (Planet of the Apes), regia di Franklin J. Schaffner (1968)
- Rosemary's Baby - Nastro rosso a New York (Rosemary's Baby), regia di Roman Polański (1968)
- Galaxy Horror (The Body Stealers), regia di Gerry Levy (1969)
- L'altra faccia del pianeta delle scimmie (Beneath the Planet of the Apes), regia di Ted Post (1970)
- Il manichino assassino (Terror in the Wax Museum), regia di Georg Fenady (1973)
- Lo straccione (The Jerk), regia di Carl Reiner (1979)
- Tuxedo Warrior, regia di Andrew Sinclair (1983)

### Televisione
- General Electric Theater – serie TV, episodio 7x28 (1959)
- Polvere di stelle (Bob Hope Presents the Chrysler Theatre) – serie TV, 1 episodio (1965)
- Organizzazione U.N.C.L.E. (The Man from U.N.C.L.E.) – serie TV, 2 episodi (1966)
- Batman – serie TV, 2 episodi (1966)
- Daniel Boone – serie TV, 1 episodio (1967)
- Le spie (I Spy) – serie TV, 1 episodio (1967)
- Tarzan – serie TV, 4 episodi (1967-1968)
- F.B.I. (The F.B.I.) – serie TV, 1 episodio (1968)
- Medical Center – serie TV, 1 episodio (1969)
- La grande vallata (The Big Valley) – serie TV, 1 episodio (1969)
- The Red Skelton Show – serie TV, 4 episodi (1964-1969)
- Mod Squad, i ragazzi di Greer (The Mod Squad) – serie TV, 1 episodio (1969)
- La congiura (The Brotherhood of the Bell) – film TV, regia di Paul Wendkos (1970)
- Vita da strega (Bewitched) – serie TV, 12 episodi (1966-1971)
- Colombo (Columbo) – serie TV, episodio 5x01 (1975)
- Le strade di San Francisco (The Streets of San Francisco) – serie TV, episodio 4x05 (1975)
- Miss Marple nei Caraibi (A Caribbean Mystery) – film TV, regia di Robert Michael Lewis (1983)

## Doppiatori italiani
Nelle versioni in italiano delle opere in cui ha recitato, Maurice Evans è stato doppiato da:
- Carlo Romano ne Il principe guerriero
- Alessandro Sperlì ne Il pianeta delle scimmie
- Gino Baghetti in Rosemary's Baby - Nastro rosso a New York
- Roberto Villa in Galaxy Horror
- Leonardo Severini ne L'altra faccia del pianeta delle scimmie
- Paolo Ferrari in Vita da strega
- Manlio Guardabassi in Miss Marple nei Caraibi

## Premi e riconoscimenti
- Primetime Emmy Awards
  - 1961 - Migliore attore protagonista in una miniserie o film - Hallmark Hall of Fame episodio Macbeth